# Liparochrus bimaculatus
Liparochrus bimaculatus is een keversoort uit de familie Hybosoridae. De wetenschappelijke naam van de soort is voor het eerst geldig gepubliceerd in 1864 door Macleay.